# Општина Вузеница
Општина Вузеница (словен. Vuzenica) је једна од општина Корушке регије у држави Словенији. Седиште општине је истоимени градић Вузеница.

## Природне одлике
Рељеф: Општина Вузеница налази се у северном делу Словеније, у североисточном делу покрајине словеначке Корушке. Северни део општине је долина реке Драве, на којој на подручју општине подигнута ХЕ „Вузеница“. Јужни део општине чини северни део планине Похорје.
Клима: У општини влада умерено континентална клима.
Воде: Најважнији водоток у општини је река Драва. Сви остали водотоци су мали и њене су притоке.

## Становништво
Општина Вузеница је средње густо насељена.

## Насеља општине
- Вузеница
- Дравче
- Свети Примож на Похорју
- Свети Вид
- Шентјанж над Дравчами

## Додатно погледати
- Вузеница